# Свято-Николаевский собор (Валуйки)
Не следует путать с храмом Святителя Николая Чудотворца в Валуйках
Свя́то-Никола́евский собо́р — православный храм в городе Валуйки Белгородской области, кафедральный собор Валуйской епархии Русской православной церкви. Расположен на территории Валуйского Успенского Николаевского мужского монастыря. Является самым большим действующим православным храмом в Белгородской области.

## История
В XVII веке монахом Корнилием на берегу реки Валуй был основан Успенский мужской монастырь, который получил официальный статус в 1613 году при царе Михаиле Фёдоровиче Романове.
Свято-Николаевский собор был заложен на территории монастыря 22 мая (4 июня) 1906 года как его главный храм при архимандрите Игнатии (Алексеевском) и освящён архиепископом Воронежским и Задонским Тихоном при стечении более 50 тысяч паломников 1 (14) сентября 1913 года — к 300-летию царствующей династии Романовых и 300-летию со дня основания монастыря. Храм был возведён из кирпича монастырского завода и первоначально был украшен снаружи гипсовыми изваяниями святых, покрыт коричневой клеевой краской, имел железную кровлю и позолоченные кресты и купола. Храм вмещал во время богослужений 3 тысячи человек, имел фаянсовый иконостас и иконы, изготовленные в Москве. Изначально храм был трёхпрестольным: первый престол был освящён в честь Святителя Николая Чудотворца (Мирликийского) и святой мученицы царицы Александры (по аналогии с именами правившего императора Николая II и его супруги Александры Фёдоровны; второй престол — во имя преподобного Михаила Малеина (в связи с именем царя — основателя монастыря Михаила Романова), священномученика Игнатия Богоносца (в связи с именем настоятеля обители архимандрита Игнатия) и в честь преподобного Серафима Саровского; а третий престол — в честь Митрофана Воронежского, Тихона Задонского и святителя Дмитрия Ростовского.
В 1926 году храм был закрыт. В 1935 году на территории монастыря была размещена колония для несовершеннолетних. С собора были сорваны кресты, в здании собора размещался литейный цех, а в его цокольных помещениях — овощехранилище. Впоследствии Свято-Николаевский собор много лет оставался наполовину разрушенным.
В 2002 году было принято решение об осушении и очистке подвальной части здания, а также проведении обследования технического состояния несущих конструкций. В 2007 году началось восстановление самого собора, которое наиболее активно стало проводиться с 2009 года по инициативе архиепископа Белгородского и Старооскольского Иоанна при поддержке губернатора Е. С. Савченко и правительства области. Работы по восстановлению проводились ООО «Валуйкистройсервис», куратор работ Стрыжаков Д. В. 13 августа 2009 года состоялось торжественное освящение и поднятие крестов и куполов храма. 4 сентября 2011 г. архиепископ Белгородский и Старооскольский Иоанн совершил торжественное освящение четырехпрестольного возрождённого из руин Свято-Никольского собора.

## Архитектура и убранство храма
Большой четырёхстолпный пятикупольный кирпичный собор в русско-византийском стиле. Высота храма около 55 м, длина — 37,6 м, ширина — 32 м, глубина фундамента — до 4,5 м. В настоящее время храм четырёхпрестольный: центральный престол освящён в честь святителя Николая Чудотворца; правый придел освящён в честь мученика Евгения; левый — в честь святителя Митрофана, епископа Воронежского, а в нижнем храме находится престол во имя Всех святых, в земле Российской просиявших.

## Духовенство
- Иеромонах Андрей (Сумин)
- протоиерей Стефан Груй
- иерей Александр Ильяшенко[8]